# Olympisches Fußballturnier 1972/Gruppe 3
| Pl. | Land      | Sp. | S | U | N | Tore    | Diff. | Punkte |
| --- | --------- | --- | - | - | - | ------- | ----- | ------ |
| 1.  | Ungarn    | 3   | 2 | 1 | 0 | 009:200 | +7    | 05:10  |
| 2.  | Dänemark  | 3   | 2 | 0 | 1 | 007:400 | +3    | 04:20  |
| 3.  | Iran      | 3   | 1 | 0 | 2 | 001:900 | −8    | 02:40  |
| 4.  | Brasilien | 3   | 0 | 1 | 2 | 004:600 | −2    | 01:50  |

Gruppe 3 im olympischen Fußballturnier 1972:

## Ungarn – Iran 5:0 (1:0)
| Ungarn                                                                  | Ungarn | Iran | Iran |
| ----------------------------------------------------------------------- | --- | --- | ---- |
| Ungarn                                                                  | \| 1. Gruppenspieltag \| \| Sonntag, 27. August 1972 um 15:00 Uhr in Nürnberg (Städtisches Stadion) \| \| Zuschauer: 2.000 \| \| Schiedsrichter: Guillermo Velásquez ( Kolumbien) \| \| Spielbericht \|                                 | \| 1. Gruppenspieltag \| \| Sonntag, 27. August 1972 um 15:00 Uhr in Nürnberg (Städtisches Stadion) \| \| Zuschauer: 2.000 \| \| Schiedsrichter: Guillermo Velásquez ( Kolumbien) \| \| Spielbericht \|                                        | Iran |
| Ungarn                                                                  | István Géczi (70. Ádám Rothermel) – Miklós Páncsics – Péter Vépi, József Kovács, Péter Juhász – Csaba Vidáts, Lajos Szűcs, Lajos Kocsis (76. László Branikovits) – Mihály Kozma, Antal Dunai, Béla Várady Cheftrainer: Rudolf Illovszky | Mansour Rashidi – Ebrahim Ashtiyani – Jafar Ashraf Kashani, Magid Halvaei, Akbar Kargarjam – Mohamad Sadeghi, Parviz Ghelichkhani, Ali Parvin, Ali Jabbari (63. Gholam Vafakhah) – Safar Iranpak, Asghar Sharafi Cheftrainer: Mohammad Ranjbar | Iran |
| Ungarn                                                                  | 1:0 A. Dunai (31.) 2:0 A. Dunai (48.) 3:0 Várady (52.) 4:0 Kozma (81.) 5:0 A. Dunai (90.+1) | | Iran |
| 1. Gruppenspieltag                                                      | | |      |
| Sonntag, 27. August 1972 um 15:00 Uhr in Nürnberg (Städtisches Stadion) | | |      |
| Zuschauer: 2.000                                                        | | |      |
| Schiedsrichter: Guillermo Velásquez ( Kolumbien)                        | | |      |
| Spielbericht                                                            | | |      |

## Dänemark – Brasilien 3:2 (1:0)
| Dänemark                                                            | Dänemark | Brasilien | Brasilien |
| ------------------------------------------------------------------- | --- | --- | --------- |
| Dänemark                                                            | \| 1. Gruppenspieltag \| \| Sonntag, 27. August 1972 um 15:00 Uhr in Passau (Dreiflüssestadion) \| \| Zuschauer: 10.000 \| \| Schiedsrichter: Pawel Kasakow ( Sowjetunion) \| \| Spielbericht \|                                                 | \| 1. Gruppenspieltag \| \| Sonntag, 27. August 1972 um 15:00 Uhr in Passau (Dreiflüssestadion) \| \| Zuschauer: 10.000 \| \| Schiedsrichter: Pawel Kasakow ( Sowjetunion) \| \| Spielbericht \| | Brasilien |
| Dänemark                                                            | Mogens Therkildsen – Svend Andresen – Flemming Ahlberg, Per Røntved , Jørgen Rasmussen – Hans Ewald Hansen (58. Sten Ziegler), Jack Hansen, Kristen Nygaard – Allan Simonsen, Heino Hansen, Keld Bak Cheftrainer: Rudolf Strittich ( Österreich) | Nielsen – Osmar – Fred, Terezo, Ângelo (46. Falcão) – Pedrinho (62. Zé Carlos), Rubens Galaxe, Celsinho – Washington, Dirceu, Manoel Cheftrainer: Antoninho                                      | Brasilien |
| Dänemark                                                            | 1:0 Simonsen (28.) 2:0 Røntved (50.) 3:2 Simonsen (83.) | 2:1 Dirceu (68.) 2:2 Zé Carlos (69.) | Brasilien |
| 1. Gruppenspieltag                                                  | | |           |
| Sonntag, 27. August 1972 um 15:00 Uhr in Passau (Dreiflüssestadion) | | |           |
| Zuschauer: 10.000                                                   | | |           |
| Schiedsrichter: Pawel Kasakow ( Sowjetunion)                        | | |           |
| Spielbericht                                                        | | |           |

## Ungarn – Brasilien 2:2 (1:0)
| Ungarn                                                             | Ungarn | Brasilien | Brasilien |
| ------------------------------------------------------------------ | --- | --- | --------- |
| Ungarn                                                             | \| 2. Gruppenspieltag \| \| Dienstag, 29. August 1972 um 17:30 Uhr in München (Olympiastadion) \| \| Zuschauer: 50.000 \| \| Schiedsrichter: William Mullan ( Schottland) \| \| Spielbericht \|                              | \| 2. Gruppenspieltag \| \| Dienstag, 29. August 1972 um 17:30 Uhr in München (Olympiastadion) \| \| Zuschauer: 50.000 \| \| Schiedsrichter: William Mullan ( Schottland) \| \| Spielbericht \| | Brasilien |
| Ungarn                                                             | István Géczi – Miklós Páncsics – Péter Vépi, József Kovács, Péter Juhász – Csaba Vidáts, Lajos Szűcs (67. László Bálint), Lajos Kocsis – Mihály Kozma (70. Lajos Kű), Antal Dunai, Béla Várady Cheftrainer: Rudolf Illovszky | Nielsen – Osmar – Abel, Terezo, Falcão – Pedrinho, Rubens Galaxe, Celsinho (67. Bolivar) – Washington (46. Zé Carlos), Dirceu, Manoel Cheftrainer: Antoninho                                    | Brasilien |
| Ungarn                                                             | 1:0 A. Dunai (4.) 2:2 Juhász (84.) | 1:1 Pedrinho (67.) 1:2 Dirceu (73.) | Brasilien |
| Ungarn                                                             | Osmar | | Brasilien |
| 2. Gruppenspieltag                                                 | | |           |
| Dienstag, 29. August 1972 um 17:30 Uhr in München (Olympiastadion) | | |           |
| Zuschauer: 50.000                                                  | | |           |
| Schiedsrichter: William Mullan ( Schottland)                       | | |           |
| Spielbericht                                                       | | |           |

## Dänemark – Iran 4:0 (3:0)
| Dänemark                                                            | Dänemark | Iran | Iran |
| ------------------------------------------------------------------- | --- | --- | ---- |
| Dänemark                                                            | \| 2. Gruppenspieltag \| \| Dienstag, 29. August 1972 um 16:30 Uhr in Augsburg (Rosenaustadion) \| \| Zuschauer: 3.500 \| \| Schiedsrichter: Abdelkrim Ziani ( Marokko) \| \| Spielbericht \|                                                                             | \| 2. Gruppenspieltag \| \| Dienstag, 29. August 1972 um 16:30 Uhr in Augsburg (Rosenaustadion) \| \| Zuschauer: 3.500 \| \| Schiedsrichter: Abdelkrim Ziani ( Marokko) \| \| Spielbericht \|                                                | Iran |
| Dänemark                                                            | Mogens Therkildsen – Svend Andresen – Flemming Ahlberg, Per Røntved , Jørgen Rasmussen (69. Flemming Petersen) – Hans Ewald Hansen (46. Max Rasmussen), Jack Hansen, Kristen Nygaard – Allan Simonsen, Heino Hansen, Keld Bak Cheftrainer: Rudolf Strittich ( Österreich) | Mansour Rashidi – Ebrahim Ashtiyani – Mehdi Monajati (34. Mahmoud Khordbeen), Magid Halvaei, Akbar Kargarjam – Mohamad Sadeghi, Parviz Ghelichkhani, Ali Parvin, Gholam Vafakhah – Javad Ghorab, Safar Iranpak Cheftrainer: Mohammad Ranjbar | Iran |
| Dänemark                                                            | 1:0 Heino Hansen (16.) 2:0 Simonsen (39.) 3:0 Nygaard (44.) 4:0 Heino Hansen (58.) | | Iran |
| Dänemark                                                            | Nygaard | Halvaei | Iran |
| 2. Gruppenspieltag                                                  | | |      |
| Dienstag, 29. August 1972 um 16:30 Uhr in Augsburg (Rosenaustadion) | | |      |
| Zuschauer: 3.500                                                    | | |      |
| Schiedsrichter: Abdelkrim Ziani ( Marokko)                          | | |      |
| Spielbericht                                                        | | |      |

## Iran – Brasilien 1:0 (0:0)
| Iran                                                                 | Iran | Brasilien | Brasilien |
| -------------------------------------------------------------------- | --- | --- | --------- |
| Iran                                                                 | \| 3. Gruppenspieltag \| \| Donnerstag, 31. August 1972 um 16:30 Uhr in Regensburg (Jahnstadion) \| \| Zuschauer: 2.200 \| \| Schiedsrichter: Gerhard Schulenburg ( BR Deutschland) \| \| Spielbericht \|                                               | \| 3. Gruppenspieltag \| \| Donnerstag, 31. August 1972 um 16:30 Uhr in Regensburg (Jahnstadion) \| \| Zuschauer: 2.200 \| \| Schiedsrichter: Gerhard Schulenburg ( BR Deutschland) \| \| Spielbericht \| | Brasilien |
| Iran                                                                 | Mansour Rashidi – Ebrahim Ashtiyani – Jafar Ashraf Kashani, Magid Halvaei, Akbar Kargarjam – Mehdi Lari Lavasani, Parviz Ghelichkhani, Ali Parvin, Gholam Vafakhah – Safar Iranpak (81. Alireza Azizi), Mahmoud Khordbeen Cheftrainer: Mohammad Ranjbar | Nielsen – Vagner – Abel, Terezo, Falcão (31. Ângelo) – Bolivar, Rubens Galaxe, Dirceu – Zé Carlos, Roberto Dinamite (46. Washington), Manoel Cheftrainer: Antoninho                                       | Brasilien |
| Iran                                                                 | 1:0 Halvaei (63.) | | Brasilien |
| Iran                                                                 | Vagner | | Brasilien |
| 3. Gruppenspieltag                                                   | | |           |
| Donnerstag, 31. August 1972 um 16:30 Uhr in Regensburg (Jahnstadion) | | |           |
| Zuschauer: 2.200                                                     | | |           |
| Schiedsrichter: Gerhard Schulenburg ( BR Deutschland)                | | |           |
| Spielbericht                                                         | | |           |

## Ungarn – Dänemark 2:0 (1:0)
| Ungarn                                                                | Ungarn | Dänemark | Dänemark |
| --------------------------------------------------------------------- | --- | --- | -------- |
| Ungarn                                                                | \| 3. Gruppenspieltag \| \| Donnerstag, 31. August 1972 um 16:30 Uhr in Augsburg (Rosenaustadion) \| \| Zuschauer: 8.500 \| \| Schiedsrichter: Poh Hwa Oei ( Malaysia) \| \| Spielbericht \|                            | \| 3. Gruppenspieltag \| \| Donnerstag, 31. August 1972 um 16:30 Uhr in Augsburg (Rosenaustadion) \| \| Zuschauer: 8.500 \| \| Schiedsrichter: Poh Hwa Oei ( Malaysia) \| \| Spielbericht \|                                                          | Dänemark |
| Ungarn                                                                | István Géczi – Miklós Páncsics – Péter Vépi, László Bálint, Péter Juhász – Ede Dunai, Lajos Szűcs, Lajos Kocsis (46. Lajos Kű) – Mihály Kozma (77. Kálmán Tóth), Antal Dunai, Béla Várady Cheftrainer: Rudolf Illovszky | Mogens Therkildsen (46. Heinz Hildebrandt) – Svend Andresen – Flemming Ahlberg, Per Røntved , Jørgen Rasmussen – Hans Ewald Hansen, Jack Hansen, Kristen Nygaard – Allan Simonsen, Heino Hansen, Keld Bak Cheftrainer: Rudolf Strittich ( Österreich) | Dänemark |
| Ungarn                                                                | 1:0 E. Dunai (17.) 2:0 E. Dunai (84.) | | Dänemark |
| Ungarn                                                                | Páncsics, Juhász, Szűcs | Røntved, Simonsen | Dänemark |
| 3. Gruppenspieltag                                                    | | |          |
| Donnerstag, 31. August 1972 um 16:30 Uhr in Augsburg (Rosenaustadion) | | |          |
| Zuschauer: 8.500                                                      | | |          |
| Schiedsrichter: Poh Hwa Oei ( Malaysia)                               | | |          |
| Spielbericht                                                          | | |          |